# Дубравка (притока Вагу)
Дубравка (словац. Dúbravka) — річка в Словаччині, ліва притока Вагу, протікає в окрузі Ліптовський Мікулаш.
Довжина приблизно 8.9-9.3 км. Витікає при біфуркації річки Палуджянка (масив Низькі Татри; Ґалованські гаї) — на висоті близько 780 метрів. Серед приток — Чрвнік і Чрмнік. Протікає територією сіл Дубрава і Ґотовани.
Впадає у Ваг на висоті приблизно 565 метрів (водосховище Ліптовська Мара).